# Silverton (Ohio)
Silverton – miasto w USA, południowo-zachodniej części stanu Ohio, w hrabstwie Hamilton, w aglomeracji Cincinnati. Liczba mieszkańców w 2000 roku wynosiła 5202.